# Hemistola zimmermanni
Hemistola zimmermanni là một loài bướm đêm trong họ Geometridae.